# Anastrabe

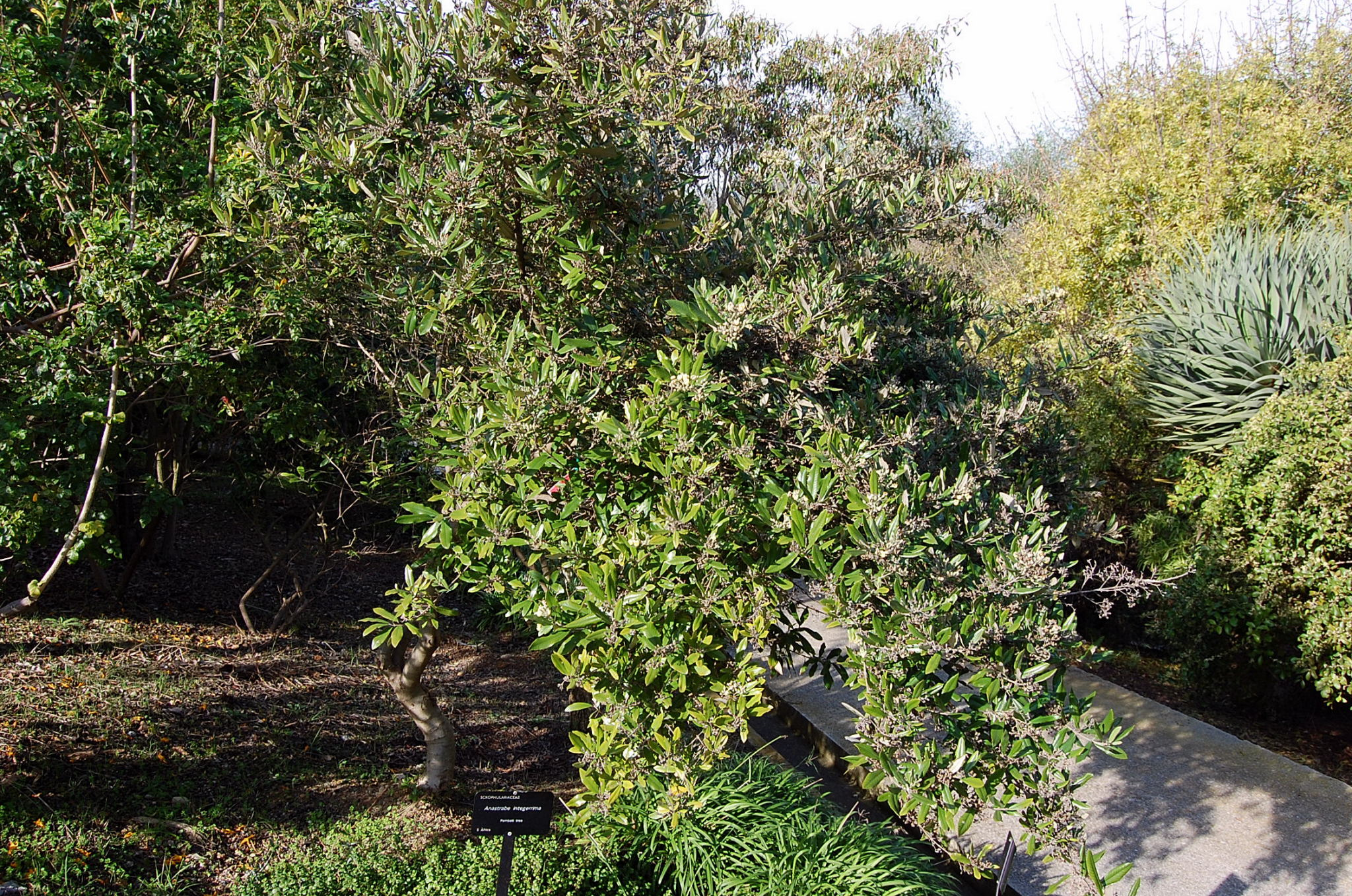
Vista general

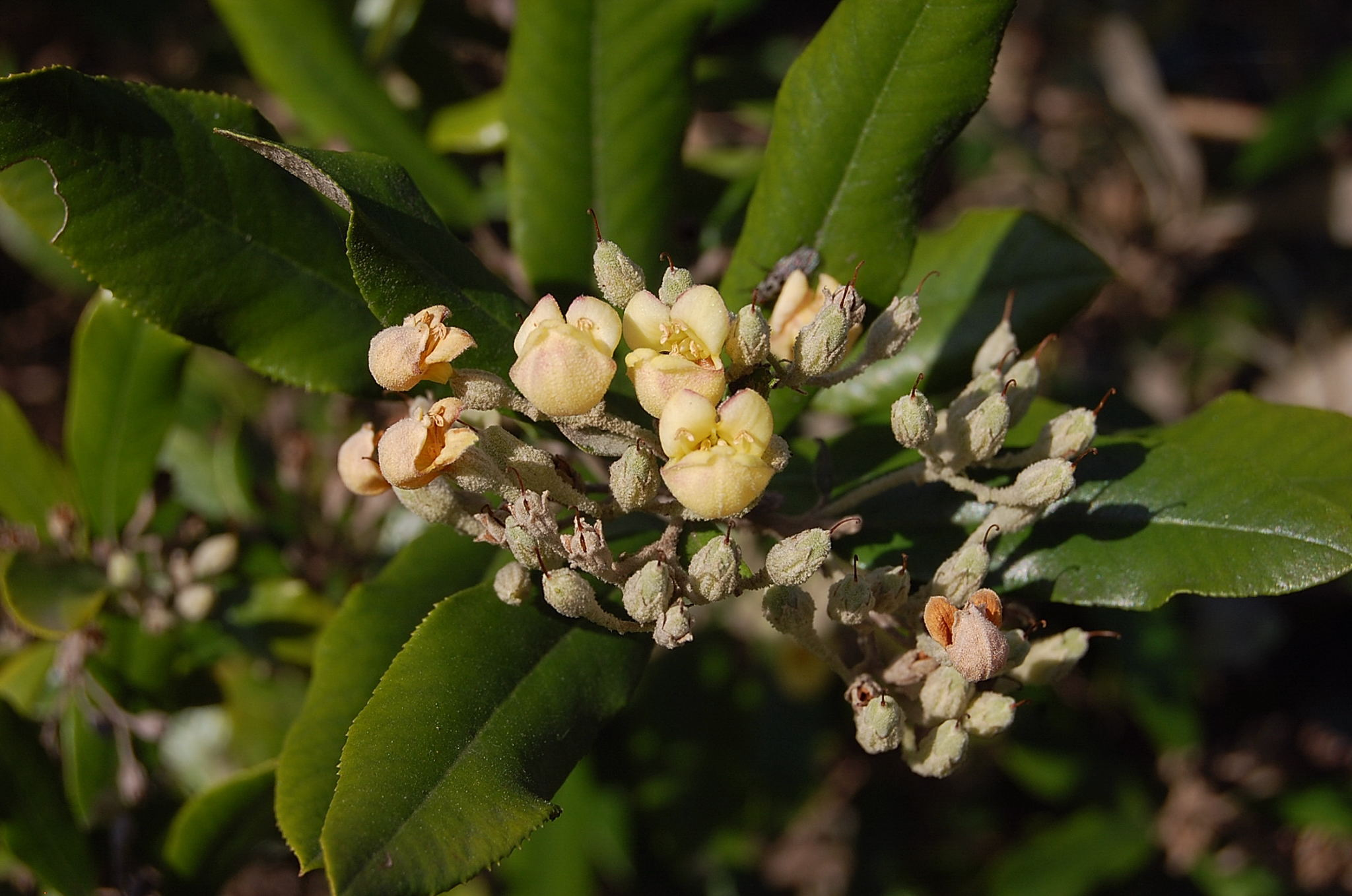
Flors

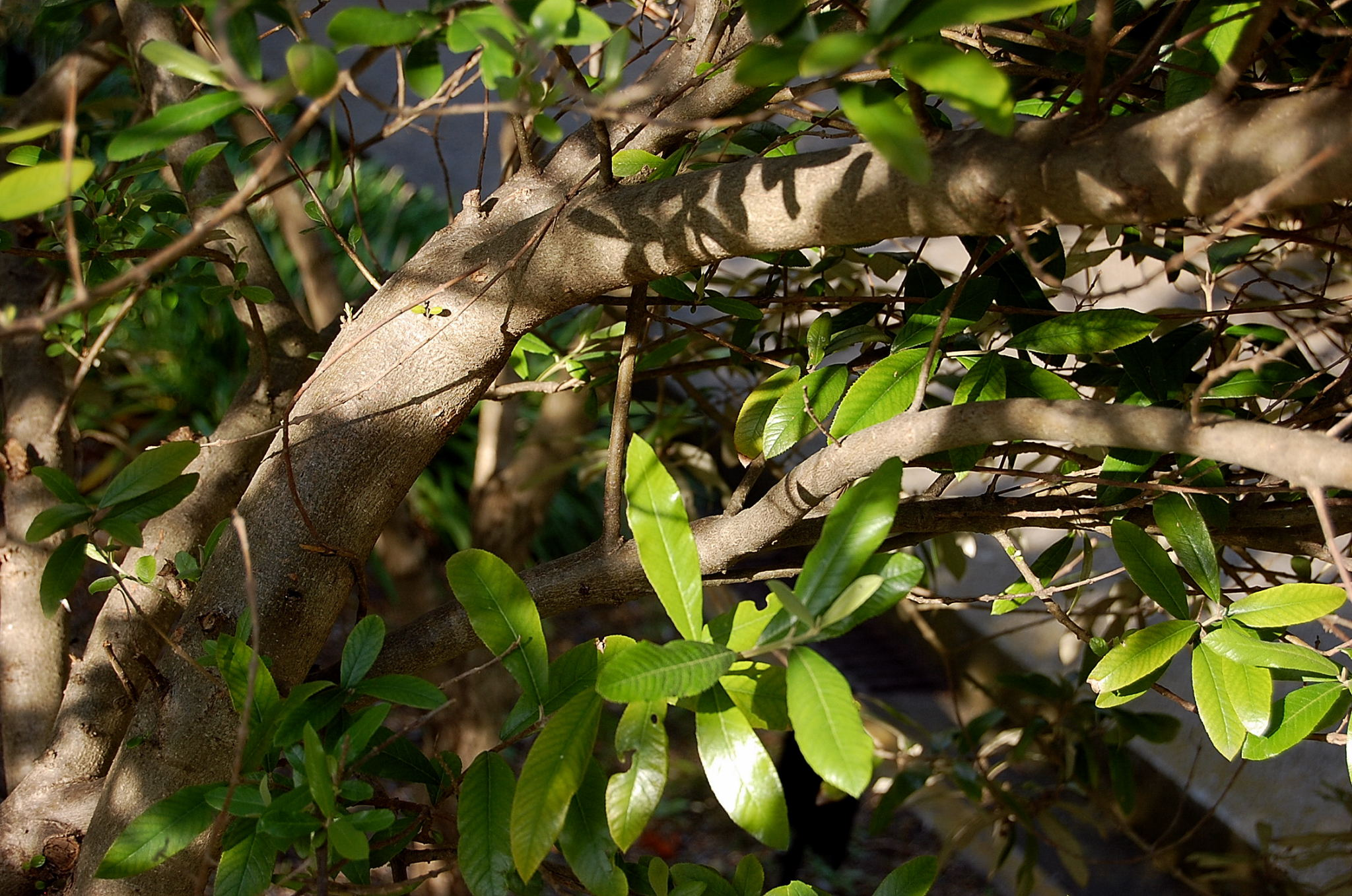
Tronc

Anastrabe és un gènere monotípic de la família de les Estilbàcies, essent Anastrabe integerrima l'única espècie representant d'aquest. És una planta endèmica del sud d'Àfrica, més concretament de Moçambic i Sud-àfrica. És un arbust o arbre perenne que es troba a marges de boscos perennes, barrancs i afloraments rocosos. La seva fusta s'usa per a la construcció a la intempèrie, essent també més resistent als atacs dels tèrmits que qualsevol altre tipus de fusta.
Es caracteritza per tenir nombroses branques, cilíndriques, amb fulles verdes, oposades, oval-oblongues, apiculades, més o menys estretes o gairebé arrodonides a la base, amb una capa fina i secament coriàcies, de color verd fosc i brillant, més clar al feix. La seva inflorescència mesura al voltant d'1 cm de longitud, amb peduncles més aviat allargats, amb bràctees petites i flors de color groc. El fruit és una càpsula.